# Esarby
Esarby är en by i Tegelsmora socken i Tierps kommun, norra Uppland. Sixarby ligger längs länsväg C 717 cirka 7 kilometer norr om Tobo. Byn består av enfamiljshus samt bondgårdar. 
Esarby omtalas förta gången 1540. Under 1500-talet fanns här två mantal skatte.